# Vida Kristopher
Vida Kristopher (Budapest, 1995. június 23. –) magyar labdarúgó, az NB 2-ben szereplő Tatabánya játékosa, Korábban a magyar utánpótlás-válogatottakban is szerepelt.

## Pályafutása

### Klubcsapatokban

#### Twente
Vida Kristopher neve 2000-ben került fel a futballtérképre, ekkor mindössze 4 esztendősen a Goldball FC utánpótlásában kezdte el bontogatni a szárnyait. Egy ötéves periódus szakadt meg 2005-ben, amikor is a fővárosi Vasas SC leigazolta Kristophert. Az angyalföldi éra négy évig tartott, egy rövid székesfehérvári kitérővel, onnantól pedig felgyorsultak az események, ugyanis a Budapest Honvéd FC játékosaként 2009 és 2011 között felkeltette a holland FC Twente figyelmét. A próbajátékból pedig külföldi szerződés lett, így jöhetett a légiós élet. A holland klub második csapatában 2013 nyarán debütált a profik között a holland másodosztályban. A szezon végeztével újabb klubváltás jött, a szintén másodosztályú VBV De Graafschap ajánlata révbe ért. A 2014/15-ös szezonban a csapat alapembereként nagy érdeme volt abban, hogy feljutottak a holland élvonalba (Eredivisie). A csapat rövid látogatást tett a legjobbak között, a 2015/16-os szezon végén kiesett, Vida Kristopher pedig távozott. A holland élvonalban egy gólt szerzett, az AFC Ajax hálóját vette be.

#### Dunaszerdahelyi AC
A 2016-os nyári átigazolási időszakban a szlovák élvonalban szereplő DAC 1904 jelentett be szerződtetését. A dunaszerdahelyi periódus döcögősen indult, ám László Csaba érkezését követően a játékos szerepe és fontossága változott. Első szlovák szezonjában a Fortuna Ligában 29 mérkőzésen 5 gólt szerzett, s győztes gólokkal és gólpasszokkal járult hozzá a csapat 17 mérkőzésig tartó veretlenségi sorozatához. A 2018-2019-es bajnokság második fordulójában gólt lőtt és gólpasszt adott a Michalovce ellen 4–1-re megnyert bajnokin. Augusztus 6-án meghosszabbította szerződését 2021 nyaráig. Szeptember 1-jén, a Szered ellen 5–0-ra megnyert bajnokin két gólt szerzett. Szeptember 29-én a bajnokság 10. fordulójában győztes gólt szerzett a Szenc ellen 2–1-re megnyert mérkőzésen. November 3-án, a Nyitra elleni 1–0-s győzelem alkalmával ő szerezte csapata gólját. A DAC végül második helyen zárta a 2018-2019-es bajnokságot, Vida tizenegy gólt szerzett a bajnokságban, ezzel csapata legeredményesebb játékosa lett. A szlovák Sport napilap beválasztotta a szezon álomcsapatába is. A 2019-2020-as szezon első felében 18 bajnokin lépett pályára, hét gólt szerzett és három gólpasszt adott, és bekerült az őszi szezon álomcsapatába. A 2019-2020-as szezon első felében 25 tétmérkőzésen nyolcszor volt eredményes, emellett négy gólpasszt is adott csapattársainak. A DAC-ban minden tétmérkőzést figyelembe véve 124 tétmérkőzésen lépett pályára, ezeken 32 gólt szerzett. 2020. február 26-án 2023 nyaráig szóló szerződést írt alá a lengyel Piast Gliwice csapatával.

#### Piast Gliwice
A lengyel élvonalban március 6-án, az Arka Gdynia ellen 1–0-ra megnyert bajnokin mutatkozott be. Első gólját március 11-én, a Lengyel Kupa negyeddöntőjében szerezte a Lechia Gdańsk ellen, de csapata 2–1-re kikapott és nem jutott tovább a legjobb négy közé. A címvédő Piast harmadik helyen zárta a 2019-2020-as bajnokságot, Vida 12 bajnoki mérkőzésen kapott játéklehetőséget, gólt nem szerzett.
Első bajnoki gólját a lengyel élvonalban 33. fellépésén, a 2021–2022-es idény 2. fordulójában szerezte, a Piast Stal Mielec elleni 2–0-s győzelmének alkalmával. Két héttel kősőbb, a Wisla Plock ellen 4–3-ra megnyert mérkőzésen gólt lőtt és gólpasszt adott. Augusztus 22-n, a bajnokság 5. fordulójában megszerezte idénybeli harmadik gólját is, a Piast pedig 1–1-es döntetlent ért el a Slask Worclaw ellen.

#### Kisvárda FC
2022 augusztusában a magyar élvonalba igazolt.

#### Nyíregyháza
2024. február 15-én több játéklehetőség reményében a Nyíregyháza csapatához került kölcsönbe az idény végéig.

### A válogatottban
2019-ben meghívott kapott Marco Rossi szövetségi kapitánytól a június 8-i és június 11-i Azerbajdzsán és Wales elleni mérkőzésekre készülő felnőtt válogatott bő keretébe.

## Statisztika

### Klubcsapatokban
| Csapat              | Szezon              | Bajnokság | Bajnokság | Kupa  | Kupa | Európa-liga | Európa-liga | Összesen | Összesen |
| Csapat              | Szezon              | Meccs     | Gól       | Meccs | Gól  | Meccs       | Gól         | Meccs    | Gól      |
| ------------------- | ------------------- | --------- | --------- | ----- | ---- | ----------- | ----------- | -------- | -------- |
| Jong FC Twente      | 2013–14             | 19        | 5         | 0     | 0    | 0           | 0           | 19       | 5        |
| De Graafschap       | 2014–15             | 38        | 8         | 2     | 0    | 0           | 0           | 40       | 8        |
| De Graafschap       | 2015–16             | 24        | 2         | 1     | 0    | 0           | 0           | 25       | 2        |
| DAC 1904            | 2016–17             | 29        | 5         | 4     | 0    | 0           | 0           | 34       | 5        |
| DAC 1904            | 2017–18             | 29        | 6         | 1     | 1    | 0           | 0           | 30       | 7        |
| DAC 1904            | 2018–19             | 27        | 11        | 4     | 0    | 4           | 1           | 38       | 12       |
| Karrier összesítése | Karrier összesítése | 164       | 37        | 12    | 1    | 4           | 1           | 180      | 39       |

### A válogatottban
| Nemzeti válogatott | Év        | Meccs | Gól |
| ------------------ | --------- | ----- | --- |
| Magyarország U16   | 2010      | 2     | 0   |
| Magyarország U18   | 2013      | 1     | 0   |
| Magyarország U19   | 2013-2014 | 3     | 0   |
| Magyarország U20   | 2014      | 1     | 0   |
| Összesen           | Összesen  | 7     | 0   |